# Partido di Chascomús
Il partido di Chascomús è un dipartimento (partido) dell'Argentina facente parte della Provincia di Buenos Aires. Il capoluogo è Chascomús.